# مدوبار د لا امپاردادا
مدوبار د لا امپاردادا (به اسپانیایی: Modúbar de la Emparedada) یک شهرستان در اسپانیا است.